# Юромка
Юромка — деревня в Селивановском районе Владимирской области России, входит в состав Малышевского сельского поселения.

## География
Деревня расположена на берегу реки Ушна в 10 км на северо-запад от центра поселения села Малышево и в 26 км на юго-запад от райцентра рабочего посёлка Красная Горбатка.

## История
Впервые сельцо Юромка на реке Ушне упоминается в писцовых книгах 1628-30 годов и значится за князем А.И. Воротынским и Степаном Волынским, в сельце тогда была церковь Успения Пресвятой Богородицы.
В окладных книгах Рязанской епархии за 1676 год Юромка в составе Замаричского прихода, в ней тогда было 2 двора детей боярских, 6 дворов крестьянских и 1 двор бобыльский.
В конце XIX — начале XX века деревня входила в состав Мошенской волости Судогодского уезда, с 1926 года — в составе Владимирского уезда. В 1859 году в деревне числилось 70 дворов, в 1905 году — 107 дворов, в 1926 году — 103 дворов.
С 1929 года деревня являлась центром Юромского сельсовета Селивановского района, с 1960 года — в составе Малышевского сельсовета, с 2005 года — в составе Мошокского сельского поселения.
В 1966 году с деревней объединена упразднённая деревня Хвастовка, располагавшаяся на северном берегу реки Ушна. 

## Население
| 1859 | 1905 | 1926 | 2002 |
| ---- | ---- | ---- | ---- |
| 586  | 561  | 477  | 103  |

| 1859 | 1905 | 1926 | 2002 | 2010 | 2021 |
| ---- | ---- | ---- | ---- | ---- | ---- |
| 586  | ↘561 | ↘477 | ↘103 | ↘82  | ↘50  |